# Brigitte Kössinger
Brigitte Kössinger (* 24. Dezember 1955 in München) ist eine deutsche Kommunalpolitikerin (CSU) und Bürgermeisterin von Gauting bei München.

## Ausbildung
Kössinger studierte Rechtswissenschaften und promovierte 1992 an der Universität München. Sie war von 2013 bis 2015 Ortsvorsitzende der CSU in Gauting.

## Bürgermeisterin
Im Mai 2013 wurde sie für die Bürgermeisterwahl in Gauting nominiert. In der Stichwahl am 30. März 2014 setzte sie sich mit 63 % gegen Wolfgang Meiler (Bürger in Gauting) durch. Bei der Bürgermeisterwahl am 29. März 2020 gewann Kössinger erneut die Stichwahl mit 50,3 % gegen Hans Wilhelm Knape (Bündnis 90/Die Grünen), der 49,7 % der Stimmen erhielt.
Zu den Projekten, die in ihrer ersten Amtszeit in Angriff genommen wurden, zählen unter anderem das neue Bürgerzentrum in Stockdorf, ein Neubau für die Gautinger Tafel und die Renovierung eines Trakts der früheren Realschule, wo jetzt die Musikschule, die Hausaufgabenbetreuung für Ausländerkinder und die Schule der Fantasie untergebracht sind. Kössinger nennt außerdem den Ausbau der Kinderbetreuung und den neuen Handwerkerhof als Errungenschaften, ferner den Umbau des Stockdorfer Bahnhofs und den Neubau des Caritas-Altenheims.
In Zusammenhang mit geplantem Ausbau im benachbarten, ehemaligen Tanklager Krailing lehnt Kössinger Investitionen aus dem EU-Ausland in deutsche Infrastruktur ab (hier: tschechische Metrans).

## Schriften
- Rechtskraftprobleme im deutsch-französischen Rechtsverkehr, München, Univ., Diss., 1992